# Anthene seltuttus
Anthene seltuttus là một loài bướm ngày thuộc họ Lycaenidae. Nó được tìm thấy ở Úc, New Guinea, Indonesia và a number of bordering Pacific islands.
Sải cánh dài khoảng 25 mm.
Ấu trùng ăn Cassia fistula, Pongamia pinnata, Cryptocarya hypospodia, Lagerstroemia speciosa, Syzygium wilsonii, Cupaniopsis anacardioides và Brachychiton acerifolium.

## Phụ loài
- Anthene seltuttus seltuttus (Aru, Waigeu, Salawati, Jobi, West Irian to New Guinea, Fergusson, Woodlark, Trobriand Island)
- Anthene seltuttus amboinensis (Ambon, Obi, Bachan, Halmahera, Ternate)
- Anthene seltuttus keyensis (Kai Island, Watubela Island)
- Anthene seltuttus violacea (Yela Island, Tagula, St. Aignan Island)
- Anthene seltuttus affinis (Australia from Cape York to Yeppoon, Northern Territory)